# Desi Lydic
Lani Desmonet Lydic, dite Desi Lydic (nom prononcé [ˈlaɪdɪk]), née le 30 juin 1981 à Louisville (Kentucky), est une humoriste et actrice américaine. Connue pour son rôle de Valerie Marks dans la série télévisée Awkward, elle fait partie de l'équipe de correspondants du Daily Show sur Comedy Central depuis 2015.

## Biographie
À la suite d'un passage au Young Actors Institute de Louisville, Desi Lydic déménage à Los Angeles, où elle fait du stand-up dans les théâtres The Groundlings et Improv Olympic, avant le début de sa carrière au cinéma. Avec son mari Gannon Brousseau, elle a un fils.

## Filmographie

### Cinéma
- 2001  : Sex Academy – Cutie
- 2004 : Adventures in Vegas (court métrage) – Desi/Skyler
- 2007 : Stand Up – Veronica
- 2007 : Out at the Wedding – Jeannie
- 2008 : Screw Cupid – Betty
- 2008 : Big Heart City – Rita/Jane
- 2009 : Stan Helsing – Mia
- 2010 : Darnell Dawkins: Mouth Guitar Legend – Helena
- 2011 : Poolboy: Drowning Out the Fury – Diana Torres
- 2011 : Nouveau Départ (We Bought a Zoo) – Shea Seger
- 2011 : The Babymakers – Julie
- 2012 : Something Like a Butterfly (court métrage) – Joyce Humphrey

### Télévision
- 2003 : Ce que j'aime chez toi – Becky (saison 2, épisode 6)
- 2004 : Les Sauvages – Femme #1 (saison 1, épisode 13)
- 2005 : Les Experts : Manhattan – Elaine Curtis (saison 1, épisode 12)
- 2005 : Invasion Iowa – Gryffyn Greene/Disintegratrix 3000 (saison 1, épisodes 1 à 4)
- 2006 : Pepper Dennis – Melinda (saison 1, épisode 2)
- 2006 : Mind of Mencia – Sketch (saison 2, épisode 13)
- 2007 : The Real Wedding Crashers (TV) – Crasher
- 2008 : The Bobby Lee Project (téléfilm) – Katie
- 2009 : As Advertised (téléfilm) – Ronnie
- 2009 : The Karenskys (téléfilm) – Bernadette Karensky-Kanitsky
- 2010 : The League – la serveuse (saison 2, épisode 5)
- 2010 : Mon oncle Charlie (Two and a Half Men) – Veronica (saison 8, épisode 12)
- 2011-2015, 2016 : Awkward – Valerie Marks
- 2011 : Traffic Light – Renee (saison 1, épisode 11)
- 2012 : Raising Hope – Uma (saison 2, épisode 20)
- 2012 : The Client List – Dee Ann (saison 1, 7 épisodes)
- 2012 : Gentleman : mode d'emploi – Chelsea (saison 1, épisode 9)
- 2013 : Boyfriend Season – Desi
- 2013 : Dads – Joan (saison 1, épisode 10)
- 2014 : Bonne chance Charlie – Susan (saison 4, épisode 19)
- 2014 : Friends with Better Lives – Jess (saison 1, épisode 2)
- 2014 : Cuz-Bros (téléfilm) – Chloe
- 2015 – The Odd Couple : Kim (saison 1, épisodes 4 et 8)
- 2019 : Desi Lydic: Abroad (TV) – elle-même